# Казанский трамвай
Каза́нский трамва́й — трамвайная система Казани. Одна из старейших электрических трамвайных систем в России, открытая 20 ноября 1899 года, заменила казанскую конку.

## Описание
Трамвайная система в Казани состоит из девяти действующих маршрутов. Ежедневный выпуск составляет всего 82 трамвая. Большинство трамвайных линий проложены по оси магистральных улиц, в большинстве своём на выделенном полотне. Трамвай в центре города в большей степени был убран в 2000-х годах в связи с низким пассажиропотоком — горожане предпочитали трамваям более дорогие по цене проезда маршрутки, некоторые маршруты оказались нерентабельными после оптимизации транспортной схемы в 2006—2007 годах.
В 2009—2020 годах была произведена частичная реконструкция трамвайных путей на основных магистралях, а также строительство четырёх новых трамвайных линий, что позволило запустить в 2012—2020 годах по участкам Большого Казанского кольца кольцевые трамвайные маршруты № 5/5а с временем полного оборота по кольцу длиной 34 км более двух часов. .
Систему обслуживает МУП «Метроэлектротранс», Трамвайное депо имени Героя Советского Союза И. К. Кабушкина, связанное с основной сетью служебной соединительной ветвью.
Все трамваи оборудованы автоинформаторами, объявления в которых осуществляется на трёх языках - русский, татарский, английский. Стоимость проезда составляет 35 рублей наличными, 30 рублей по электронной карте (2021 год). На маршрутах задействованы кондукторы и, помимо оплаты за наличный расчёт с более высокой стоимостью проезда, действуют общегражданские с разными тарифными планами пополнения, включая проездные по срокам и «электронный кошелёк», а также льготные электронные транспортные карты.
Система имеет несколько уникальных особенностей:
- Встречно-кольцевые маршруты № 5 (внутренний), 5а (внешний) (скоростной (ускоренный) трамвай), идущие большей частью следования по Большому Казанскому кольцу с 2020 года, протяжённостью 33 км с 45 остановками и временем проезда около 105 минут[источник не указан 1774 дня] ,являются самыми длинными в мире городскими маршрутами. Ранее в 1999—2008 годах по другим линиям на южном полукольце действовали также самые длинные в мире городские встречно-кольцевые маршруты № 20, 21, имевшие протяжённость 32 км, 46 остановок, время проезда 2 часа 10 минут[источник не указан 1774 дня].
- Разворотный треугольник на конце маршрута № 5 возле пересечения улицы Баки Урманче и улицы Мидхата Булатова за микрорайоном Солнечный город. С его открытием прекратил работать и был разобран разворотный треугольник на пересечении Проспекта Победы и Оренбургского тракта. Ранее несколько десятков лет действовал разворотный треугольник на конце закрытого маршрута № 2.
- Полное пересечение трамвайных путей на все 6 возможных направлений на перекрёстке улиц Татарстан и Тукая. В настоящее время осталось 3 направления: в сторону площади Тукая пути демонтированы.
- Двухуровневые перекрестия трамвайных линий без поворотных-стрелочных пересечений: на перекрёстке улицы Зорге (надземный уровень — путепровод с маршрутом № 4) и проспекта Победы (наземный уровень со скоростным маршрутом № 5), под которым на подземном уровне также находятся пути и станция метро; на перекрёстке Сибирского тракта (наземный уровень с маршрутом № 4) и улицы Арбузова (выемочный нижний уровень со скоростным маршрутом № 5).
- Вагоны РВЗ-6М2 — до 1987 вагонный парк состоял из них на 100%. Сейчас сохранились так называемый «парадный вагон» (на линии в дни праздников), вагон-вышка контактной сети, вагон-трактир, переоборудованный по состоянию на 2023 год в экскурсионный трамвай, и поливочный вагон.[8][9]
- Экспозиция под открытым небом из вагонов-репликаров конки и дореволюционного трамвая и настоящего вагона типа Х на Аллее Славы на пересечении улиц Петербургская и Нурсултана Назарбаева перед зданием МУП «Метроэлектротранс» возле станции метро «Суконная слобода».

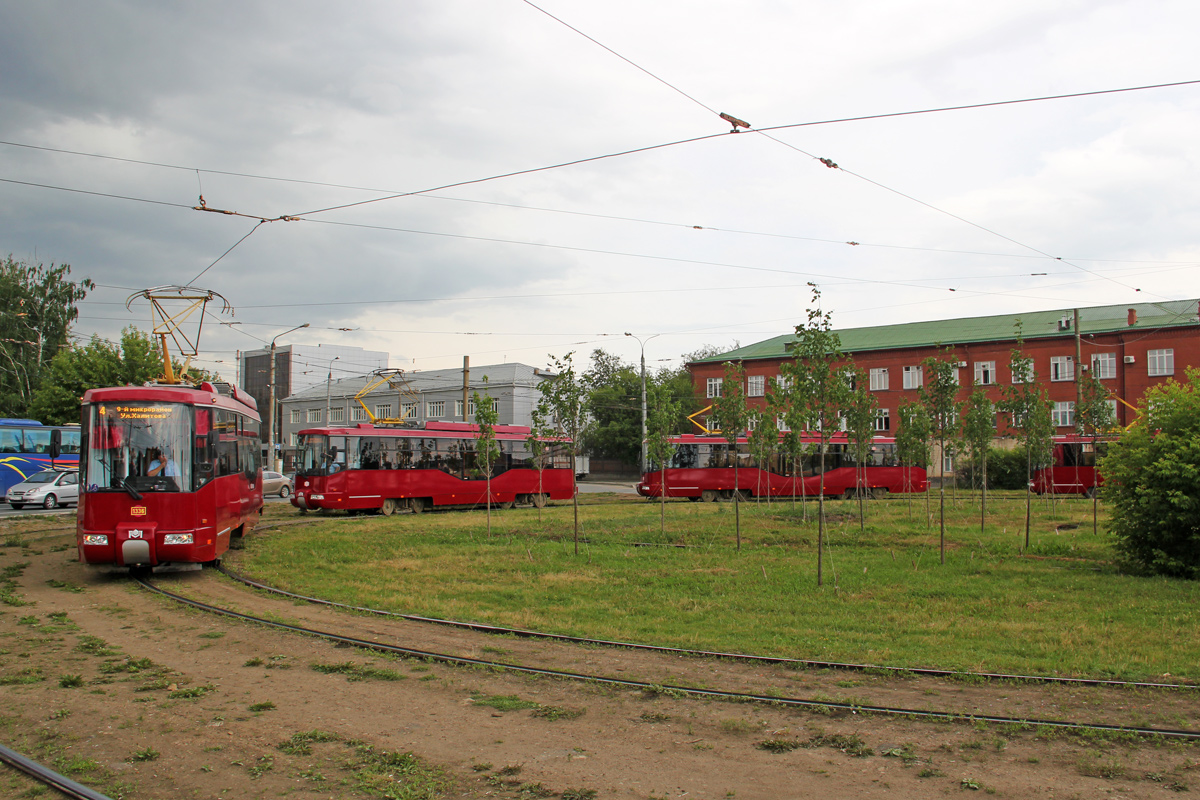
Вагоны АКСМ-62103. Разворотное кольцо «Улица Халитова»
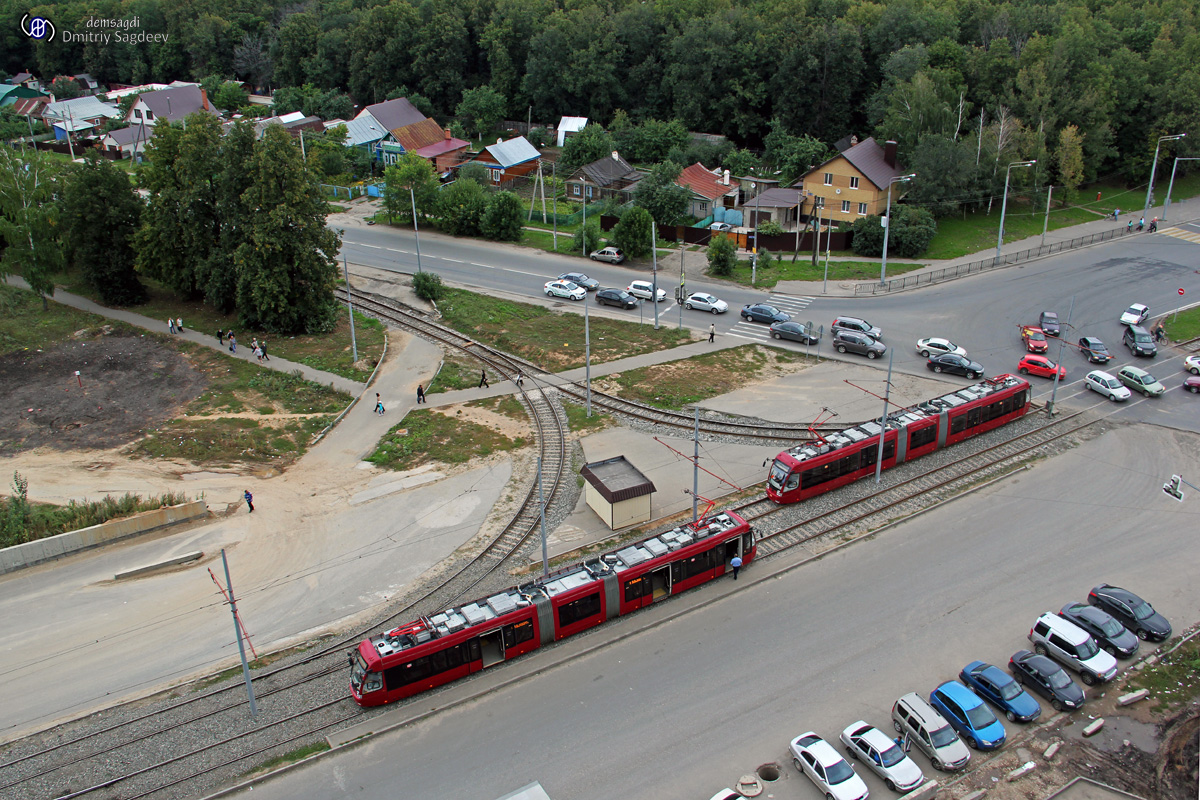
Вагоны АКСМ-843. Треугольник для оборота односторонних трамваев на конечной станции «Солнечный Город». Ныне разобран
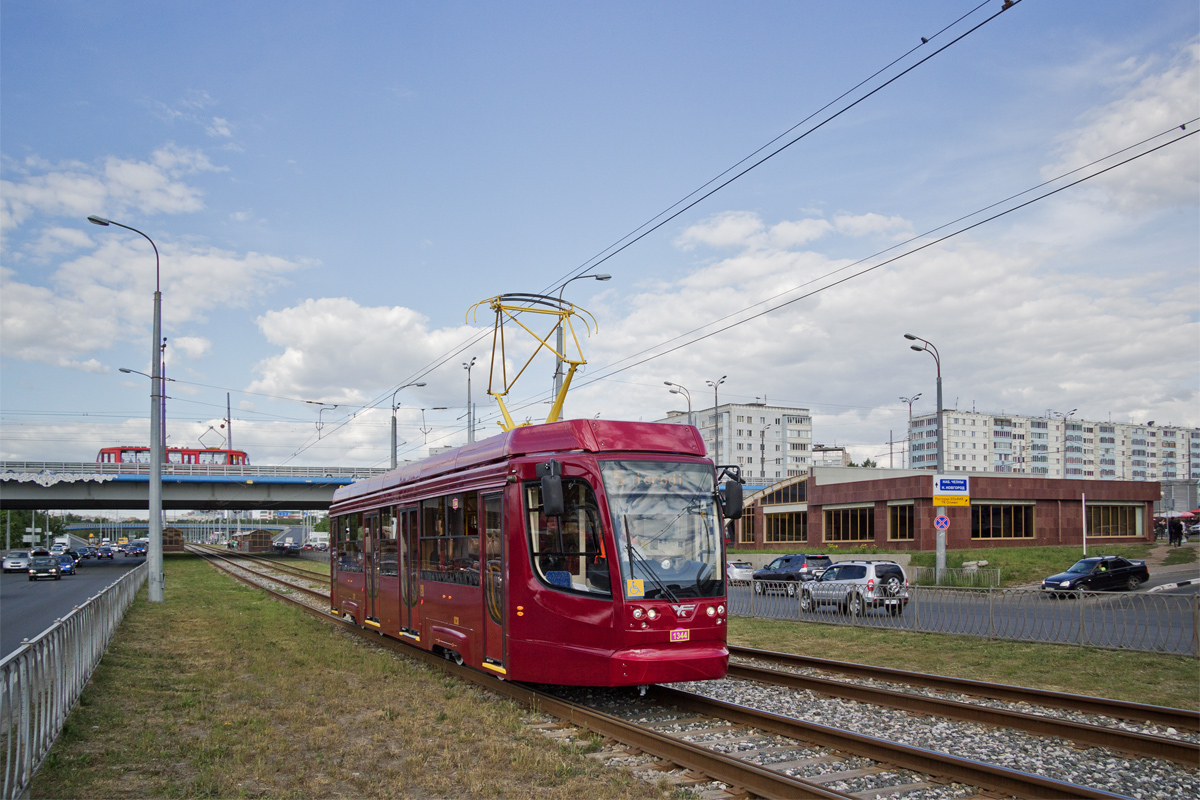
Вагон 71-623-02. На заднем плане — двухуровневое пересечение линий 4-го и 5-го маршрутов

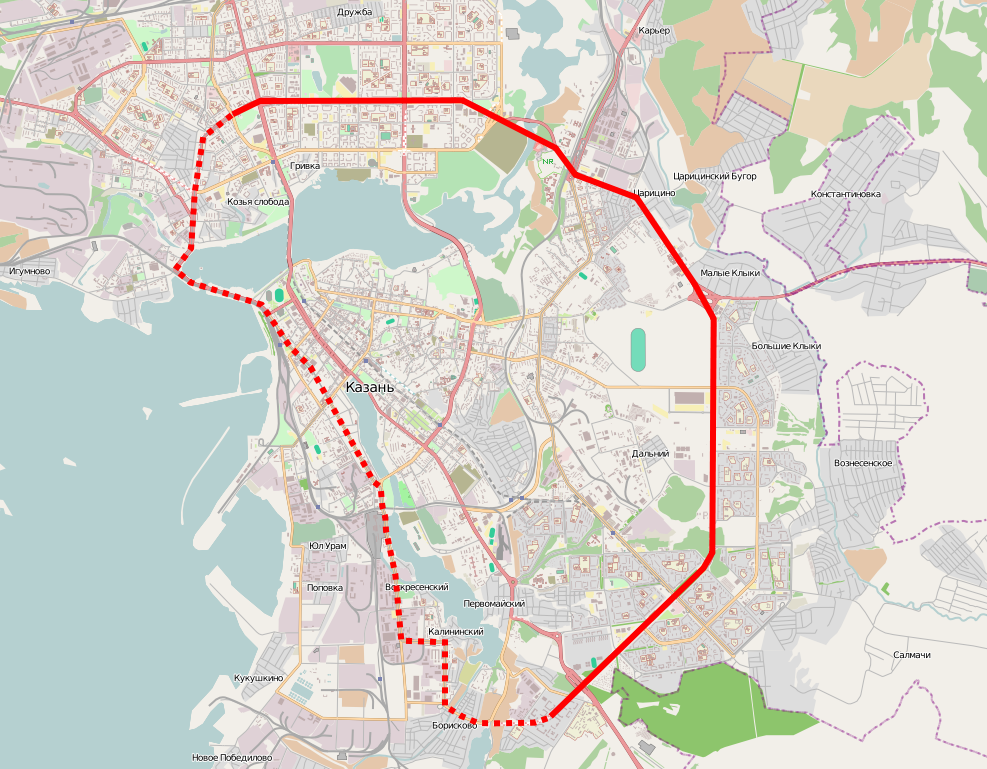
Линия скоростного трамвая на карте города

## Маршруты
| №  | Софиты | Конечные остановочные пункты                               | Конечные остановочные пункты | Примечание             |
| -- | ------ | ---------------------------------------------------------- | ---------------------------- | ---------------------- |
| 1  | 🟦 🟨  | Караваево                                                  | Речной порт                  | до 2013 года — № 9     |
| 2  | ⬜ 🟦  | Железнодорожный вокзал                                     | Речной порт                  | до 2013 года — № 7     |
| 3  | 🟨 🟩  | Железнодорожный вокзал                                     | ул. Глазунова                |                        |
| 4  | 🟥 🟨  | ул. Халитова                                               | 9-й микрорайон               | до 2013 года — № 11    |
| 5  | 🟩 🟦  | Железнодорожный вокзал (ч/з ул. Глазунова, просп. Ямашева) | Железнодорожный вокзал       |                        |
| 5а | 🟦 🟥  | Железнодорожный вокзал (ч/з просп. Ямашева, ул. Глазунова) | Железнодорожный вокзал       |                        |
| 6  | 🟥     | ул. Халитова-2                                             | Караваево                    | до 2013 года — № 13    |
| 7  | 🟩 🟥  | Железнодорожный вокзал                                     | Глазунова                    |                        |
| 8  | 🟨 🟥  | Химическая                                                 | Караваево                    | в 1966—2008 гг. — № 10 |

## История

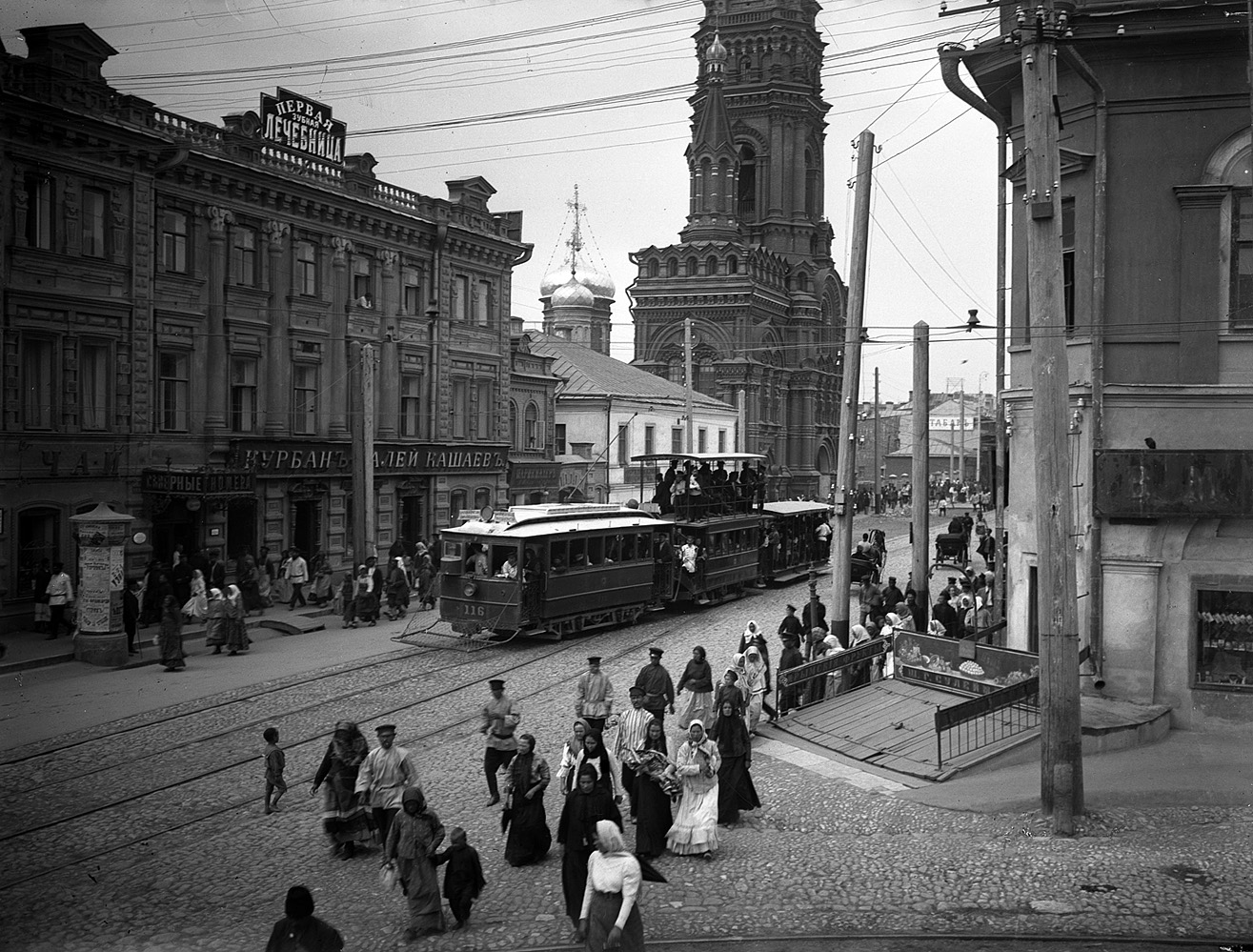
Трамвайный поезд с двухэтажным вагоном в начале XX века на Бол. Проломной ул. (ныне ул. Баумана)

Трамвай на электротяге начал работать в Казани с 20 ноября 1899 года, заменив таким образом конку, а с осени 2012 года включает скоростную (ускоренную) линию. В 1999 году, к 100-летнему юбилею казанского трамвая, была сооружена 8-километровая трамвайная линия, одна из крайне немногих новых в стране в конце XX века, по проспекту Победы, от его начала до пересечения с улицей Зорге, по которой были пущены маршруты № 19 и встречно-кольцевые маршруты № 20, 21, самые длинные в мире.
В 2002 году в Казани действовало 3 трамвайных депо и насчитывалось 23 трамвайных маршрута, большая часть из которых проходила через центр города, и около 300 трамвайных вагонов. С 2005 года начат постепенный демонтаж трамвайных линий в центре города. По состоянию на 2012 год, были сняты линии по улицам Пушкина, Бутлерова, Волкова, Островского, Качалова, Татарстан. К 2013 году была реконструирована большая часть сохранившихся трамвайных линий и построена скоростная линия от железнодорожного вокзала через проспекты Ямашева и Победы до микрорайона Солнечный город.
Примечание: в таблице у закрытых маршрутов указаны последние варианты движения перед закрытием. Подробно обо всех изменениях маршрутов, см. статью История трамвайных маршрутов Казани.
2007 год В 2007 году был, изначально на время ремонта путей, закрыт трамвайный маршрут № 1, а также было объявлено о скором снятии трамвая по улице Декабристов и Кремлёвской дамбе в связи со строительством новой линии через Ягодную слободу. Была прекращена эксплуатации трамвайной линии по улице Мазита Гафури.
2008 год В апреле по настоянию ГИБДД было объявлено о скором демонтаже трамвайной линии по улицам Пушкина, Карла Маркса и Николая Ершова, с заменой трамвая троллейбусом, который был осуществлён в сентябре того же года. При этом ещё в июне 2008 года были закрыты самые длинные в мире трамвайные маршруты № 20 и № 21, а также маршрут № 5. До сентября на линии оставался лишь один маршрут № 12. В июле того же года путём строительства дополнительных направлений на трамвайных узлах были объединены в один маршрут № 9, маршруты № 9 и № 10, а также продлён до железнодорожного вокзала маршрут № 3, при этом перекрёсток улиц Тукая и Татарстан стал одним из немногих в России перекрёстков со всеми трамвайными направлениями.
2009 год Весной было начато строительство обещанной трамвайной линии через Ягодную слободу. Тогда же было начато строительство транспортной развязки улицы Декабристов и проспекта Ямашева, для чего осенью временно были закрыты трамвайные маршруты № 13 и № 14, а маршрут № 19 был сокращён до улицы Короленко. Трамвайная сеть при этом разделилась на две независимые части.
В то же время «горный» маршрут № 2 и вагоны, эксплуатировавшиеся на нём, был передан на эксплуатацию в депо № 2 (бывшее № 3), в котором не было опыта работы с ними. В результате зимой 2010 года многие из них оказались нерабочими, из-за чего уменьшился выпуск на этот маршрут, а также увеличились интервалы его движения.
2010 год В июле из-за строительства всё той же развязки маршрут № 9 пришлось сократить до депо № 2, а трамвайную сеть пришлось разделить на 3 независимые части, с организацией временного депо на кольце железнодорожного вокзала, а также был начат ремонт путей на проспекте Ямашева.
В то же время рассматривались варианты соединения линии маршрута № 9 со строящейся линией через Ягодную слободу. В результате, в короткие сроки была спроектирована и построена линия по улице Энергетиков, с выходом на строящуюся линию в районе остановки «Улица Серова», которая была запущена в эксплуатацию вместе с основными участком линии через Ягодную слободу 6 октября 2010 года.
2011 год Летом был начат ремонт путей на проспекте Победы, маршрут № 19 был временно закрыт, в связи со строительством путепровода по улице Зорге маршрут № 11 был укорочен до остановки «Улица Гарифьянова» со строительством временного кольца. В июле-августе по ряду причин была демонтирована линия последнего проходящего через центр города маршрута № 2 с уникальным разворотным треугольником и перекрёстком со всеми направлениями. В ноябре была сдана развязка улицы Декабристов с проспектом Ямашева и снова запущены маршруты № 13 и № 14.
2012 год Началось строительство новой линии к микрорайону Солнечный город, которая была введена в строй 31 октября вместе с реконструированной линией по проспекту Победы и новым маршрутом № 5 как линия трамвая с ускоренным режимом движения. Время пути от конечной до конечной составило 1 час, а протяжённость маршрута составила 23 километра. Маршрут № 14 был закрыт.
Также был начат ремонт трамвайной линии по улицам Тукая и Шахиди, в связи с чем была приостановлена работа маршрутов № 3 и № 7.
2013 год Началось поступление в город трамваев «Белкоммунмаша» АКСМ-84300М и АКСМ-62103. 15 мая изменилась нумерация трамвайных маршрутов. 2 июня был возобновлён маршрут № 7 под новым номером 2.
2014 год 6 августа был возобновлен маршрут № 3.
В августе был выведен из эксплуатации последний вагон 71-605А.
2015 год 17 июня отменён трамвайный маршрут № 3.
2016 год В течение года было закуплено 22 новых трамвая 71-623-02, после чего были списаны оставшиеся трамваи старых моделей ЛМ-93, ЛМ-99К, 71-608КМ и 71-619К/КТ.
2017 год Было закуплено и поставлено 7 новых трамваев 71-407-01, а также 3 новых трамвая БКМ-845.
2018 год В течение года было закуплено и поставлено 20 новых трамваев 71-407-01.
2019 год Сняты с эксплуатации вагоны ЛМ-99АЭ. Закуплено 10 новых трамваев 71-407-01, 3 новых трамвая 71-409-01 и 5 новых трамваев 71-911. Маршрут скоростного трамвая № 5 продлен по улице Баки Урманче от остановки «Солнечный город» до улицы Мидхата Булатова.
2020 год 1 января проезд подорожал до 30 рублей.
29 августа 2020 года по вновь сооруженной линии по магистрали 100-летия ТАССР и линии недействующего маршрута № 3 вместо некольцевого маршрута № 5 были запущены встречно-кольцевые маршруты № 5 и № 5а.
8 ноября 2020 в трамваях появились терминалы для безналичной оплаты.
2021 год 1 марта проезд подорожал до 35 рублей.
Вагоны 71-402 были сняты с эксплуатации.
2022 год 2 июля изменилась маршрутная сеть. Длина маршрутной сети стала на 69 % больше, а количество вагонов на линиях увеличилась на 3 до 88. Корректировка призвана сократить интервалы движения на участках с большим пассажиропотоком.

## Проекты и планы сети
В материалах генплана предложена трамвайная линия в жилой комплекс Салават купере. Её строительство предусмотрено от существующей линии по улице Большой Крыловке в направлении Горьковского шоссе, по улицам Болотникова, Фрунзе, Васильченко, с примыканием к существующей трамвайной линии по Беломорской ул., вдоль предприятия «Казаньоргсинтез» до Салават купере.
Проектом генплана предусмотрено продление трамвайного маршрута № 4 Улица Халитова — 9-й микрорайон по улице Комиссара Габишева до улицы Академика Завойского с реконструкцией существующего трамвайного полотна и строительством нового участка линии протяжённостью чуть более одного километра.
Запланировано проложить рельсы от существующего трамвайного разворотного кольца «Речной вокзал» по улице Меховщиков и Магистральной улице.

## Подвижной состав

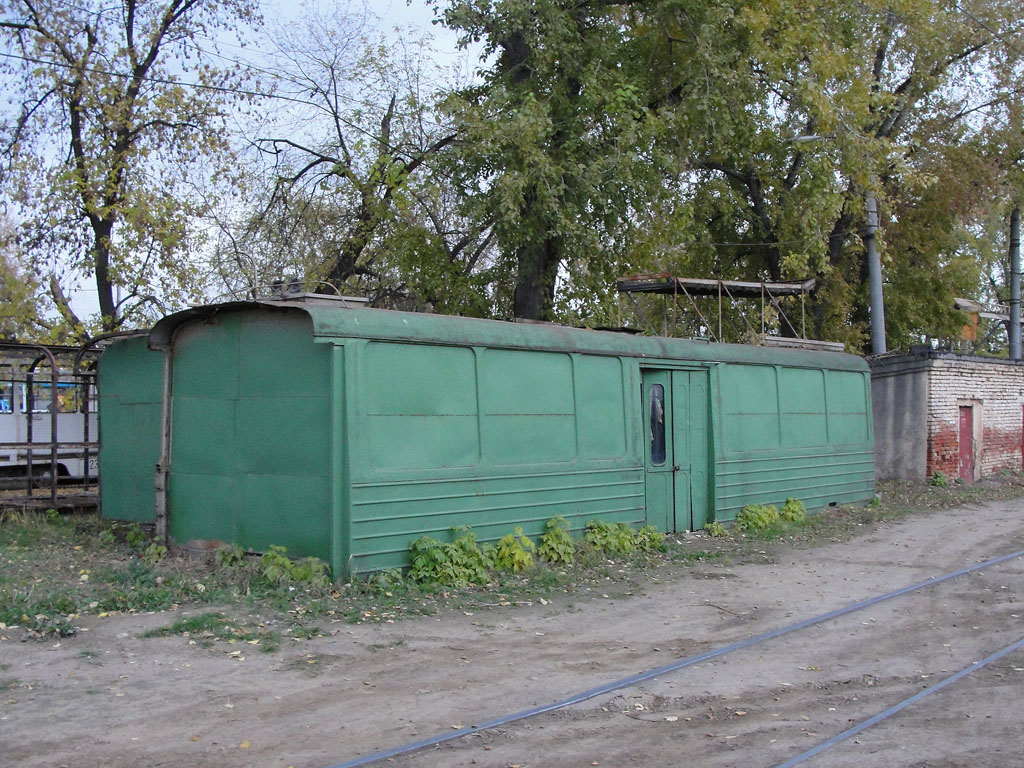
Остатки экспериментального вагона РВЗ-7 1980-х гг. на территории трамвайного депо № 2. Ныне утилизирован

По состоянию на июль 2021 года в наличии имеется 106 пассажирских трамваев.
| Пассажирские вагоны | Пассажирские вагоны | Пассажирские вагоны | Пассажирские вагоны     | Пассажирские вагоны                                                    |
| Модель              | Количество          | Маршруты            | Год начала эксплуатации | Примечание                                                             |
| ------------------- | ------------------- | ------------------- | ----------------------- | ---------------------------------------------------------------------- |
| АКСМ-62103          | 19                  | 1,2,3,4,6           | 2013                    | 1 вагон сгорел                                                         |
| АКСМ-84300М         | 17                  | 5,5а,7              | 2013                    | 2 вагона сгорело, ещё 1 списан из-за ДТП                               |
| АКСМ-84500К         | 3                   | 5,5а,7              | 2017                    |                                                                        |
| 71-623-02           | 22                  | 1,2,3,4,6           | 2016                    |                                                                        |
| 71-407-01           | 37                  | 3,4,5,5а,7          | 2017                    | 10 последних вагонов введены в эксплуатацию после открытия новой линии |
| 71-409-01           | 3                   | 7                   | 2019                    |                                                                        |
| 71-911              | 5                   | 3,5,5а,7            | 2020                    | Введены в эксплуатацию после открытия новой линии                      |

| 71-608КМ | 1 | Вагон для осмотра контактной сети |
| ТК-28    | 2 | Рельсотранспортёр                 |
| ВТК-01   | 5 | Снегоочиститель                   |
| ГС-4     | 1 | Снегоочиститель                   |
| РВЗ-6М2  | 3 | Вагон-вышка, Поливочный, Кафе     |

Также по состоянию на 2020 год, в депо сохранены для перспективного музея, но находятся в неудовлетворительном состоянии вагон ЛМ-93, вагон ЛМ-99К, два вагона 71-619К, несколько вагонов ЛМ-99АЭ и 71-608КМ.
Модели трамваев, снятые с эксплуатации:
| Пассажирские вагоны        | Пассажирские вагоны | Пассажирские вагоны     | Пассажирские вагоны        |
| Модель                     | Количество          | Год начала эксплуатации | Год вывода из эксплуатации |
| -------------------------- | ------------------- | ----------------------- | -------------------------- |
| Бельгийский моторный вагон | ?                   | 1899                    | ?                          |
| Х/М                        | ?                   | ?                       | ?                          |
| КТМ/КТП-1                  | ?                   | ?                       | ?                          |
| МТВ-82                     | ?                   | 1960-е                  | ?                          |
| ЛМ-57                      | 9                   | 1961                    | 1967                       |
| РВЗ-6                      | >500                | 1960-е                  | 2009                       |
| РВЗ-7                      | 5                   | 1980-е                  | 1987                       |
| 71-605                     | 142                 | 1987                    | 2014                       |
| 71-608К                    | 24                  | 1993                    | 2009                       |
| 71-608КМ                   | 46                  | 1995                    | 2016                       |
| 71-619К                    | 4                   | 1999                    | 2016                       |
| 71-619К-01                 | 1                   | 1999                    | 2016                       |
| 71-619КТ                   | 1                   | 2005                    | 2016                       |
| ЛМ-93                      | 7                   | 1993                    | 2016                       |
| ЛМ-99К                     | 15                  | 2000                    | 2016                       |
| ЛМ-99АЭ                    | 20                  | 2007                    | 2019                       |
| 71-402                     | 10                  | 2003                    | 2021                       |

В декабре 2009 года списаны все вагоны 71-608К.
Работавшие на маршруте № 2 до середины 2009 года пассажирские вагоны РВЗ-6М2 отставлены от работы и не числятся на балансе предприятия.
В августе 2013 был списан последний вагон модели 71-605, в августе 2014 года последний 71-605А.
Единственный вагон 71-619КТ был списан в феврале 2016 года из-за постоянных поломок и сложностей в обслуживании.
В 2016 году вагоны ЛМ-93, ЛМ-99К и 71-608КМ были сняты с эксплуатации в связи с прибытием новых вагонов 71-623.
Летом 2021 года был списан последний вагон 71-402.

## Фотогалерея

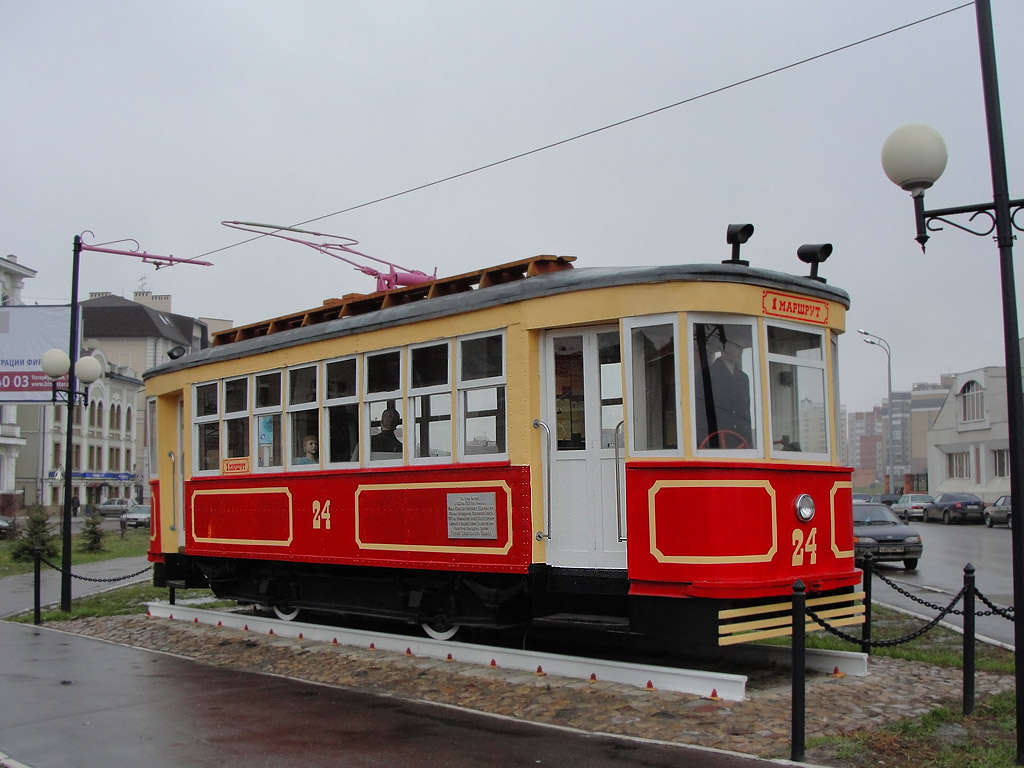
вагон Х на аллее Славы; основной тип трамвая в городе в 1930-х — 1940-х гг.
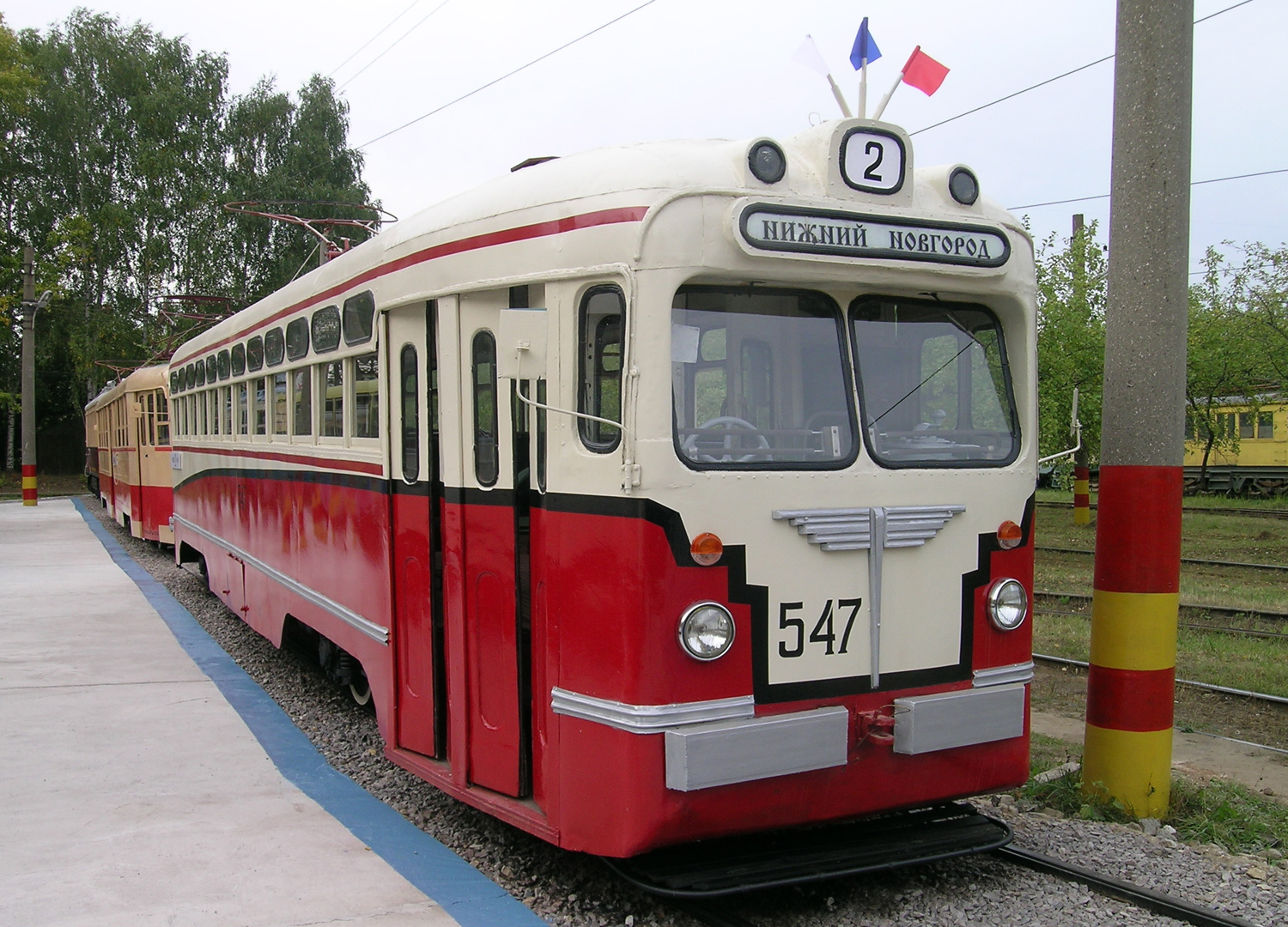
вагон МТВ-82, основной тип трамвая в городе в 1950-х — 1960-х гг. В Казани имеется 1 музейный экземпляр
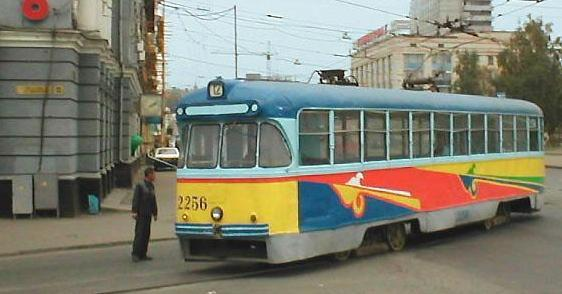
вагон РВЗ-6, основной тип трамвая в городе в 1960-х — 1980-х гг.

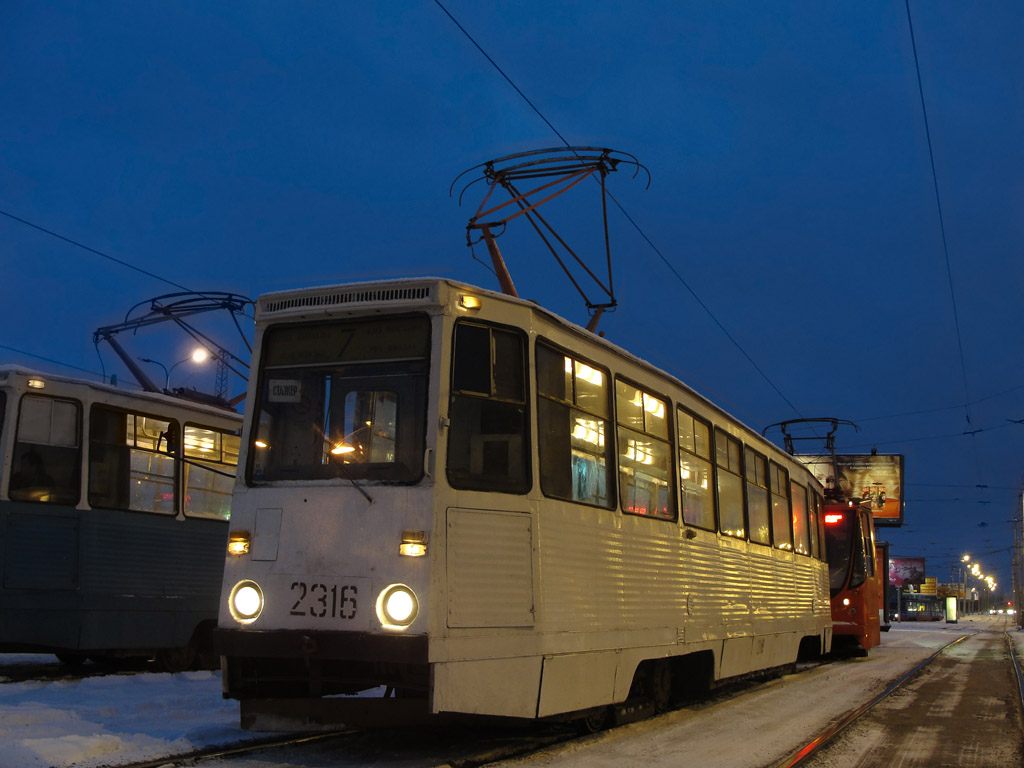
вагон 71-605А, основной тип трамвая в городе в 1990-х гг.
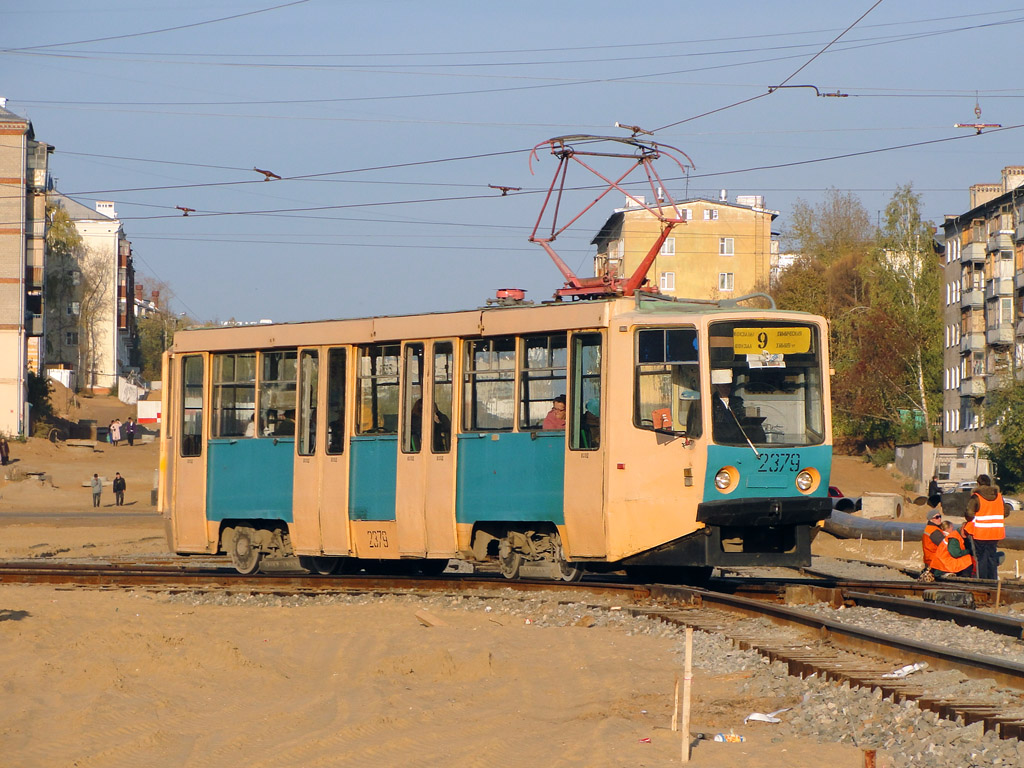
вагон 71-608КМ, в 1995-2001 г. в городе
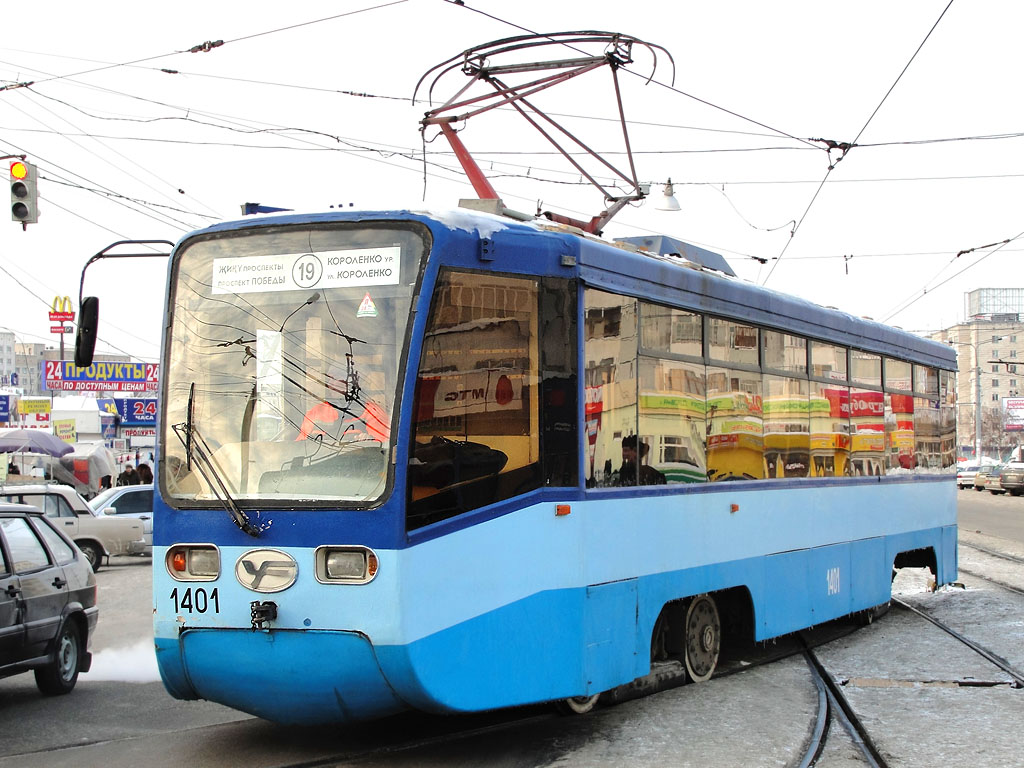
вагон 71-619К-01, в 1999-2003 гг. в городе

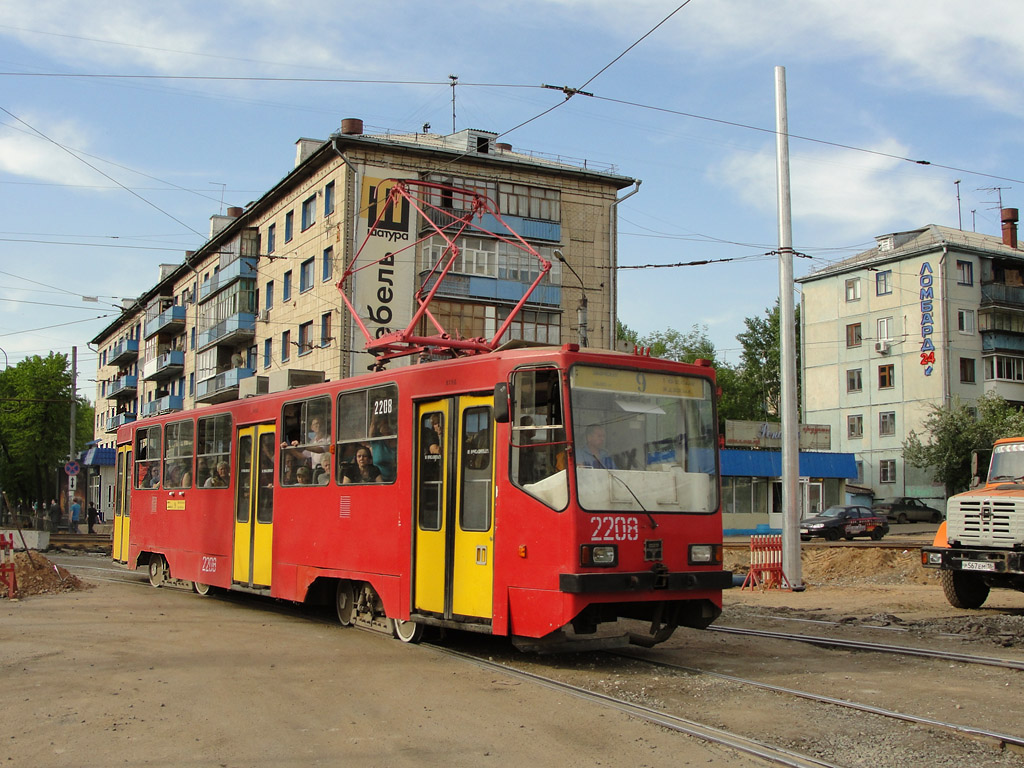
вагон «Спектр», 2002 г.
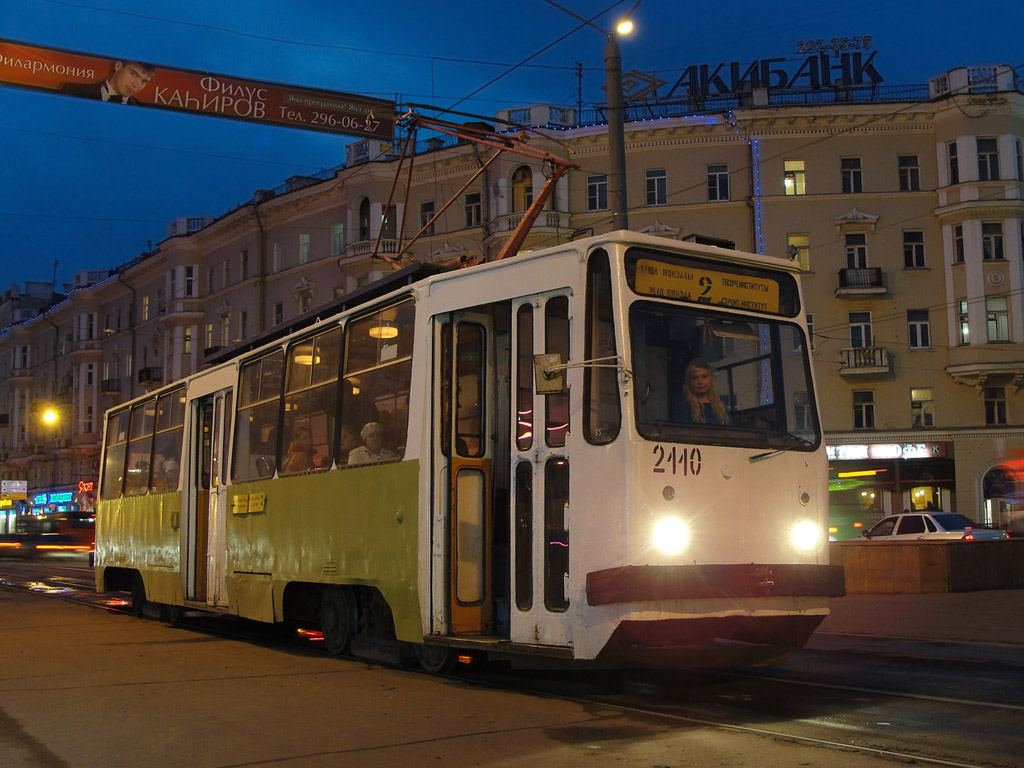
вагон ЛМ-93
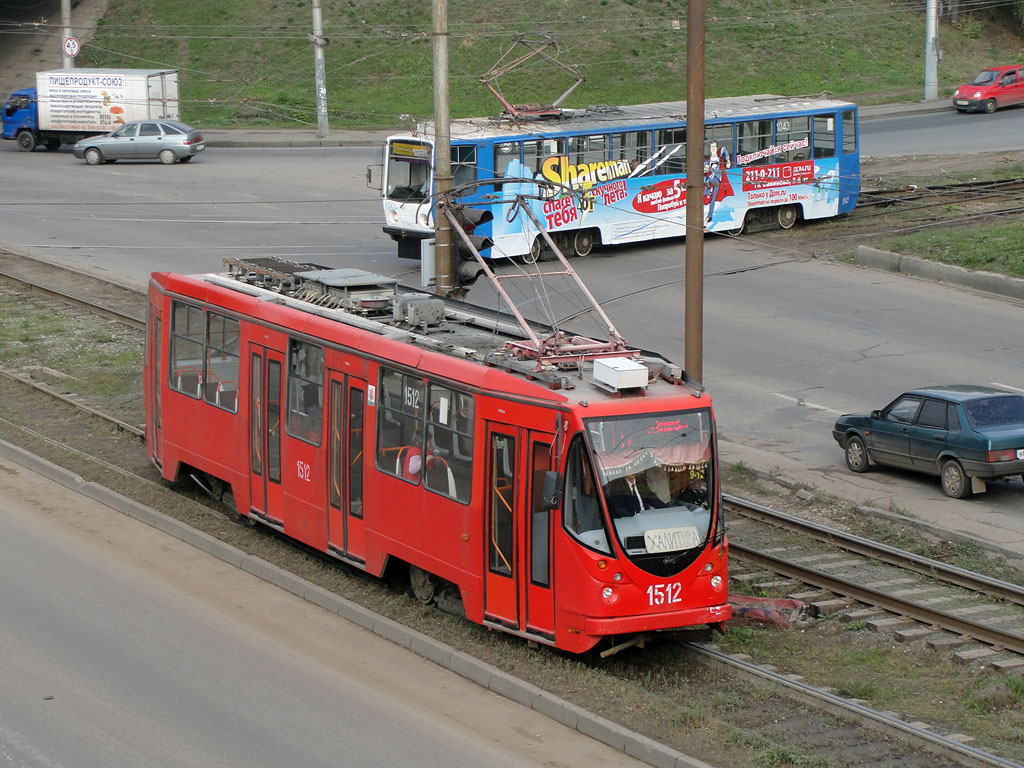
вагон ЛМ-99АЭ, 2007 г.

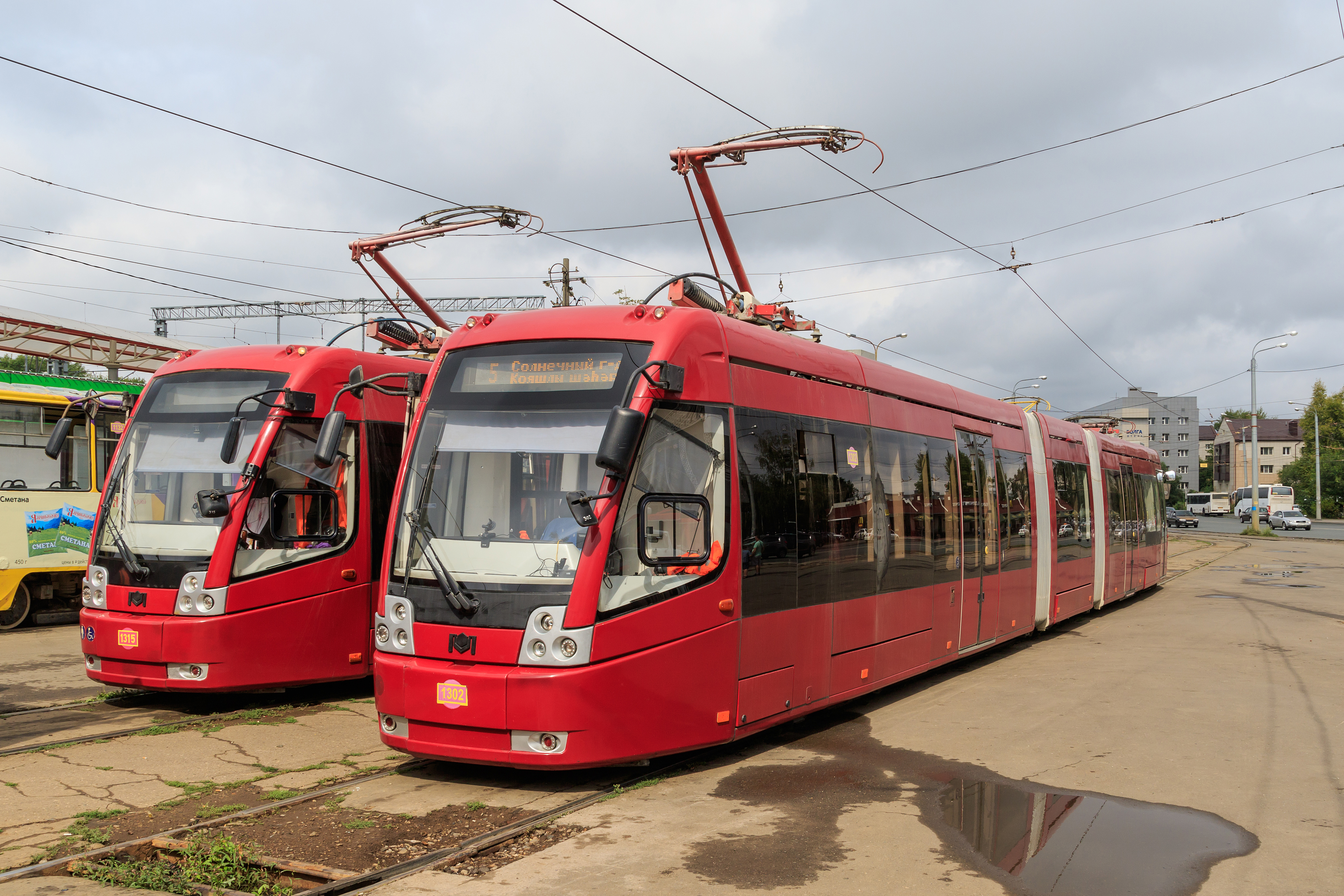
вагоны АКСМ-843 на остановке «Железнодорожный вокзал»
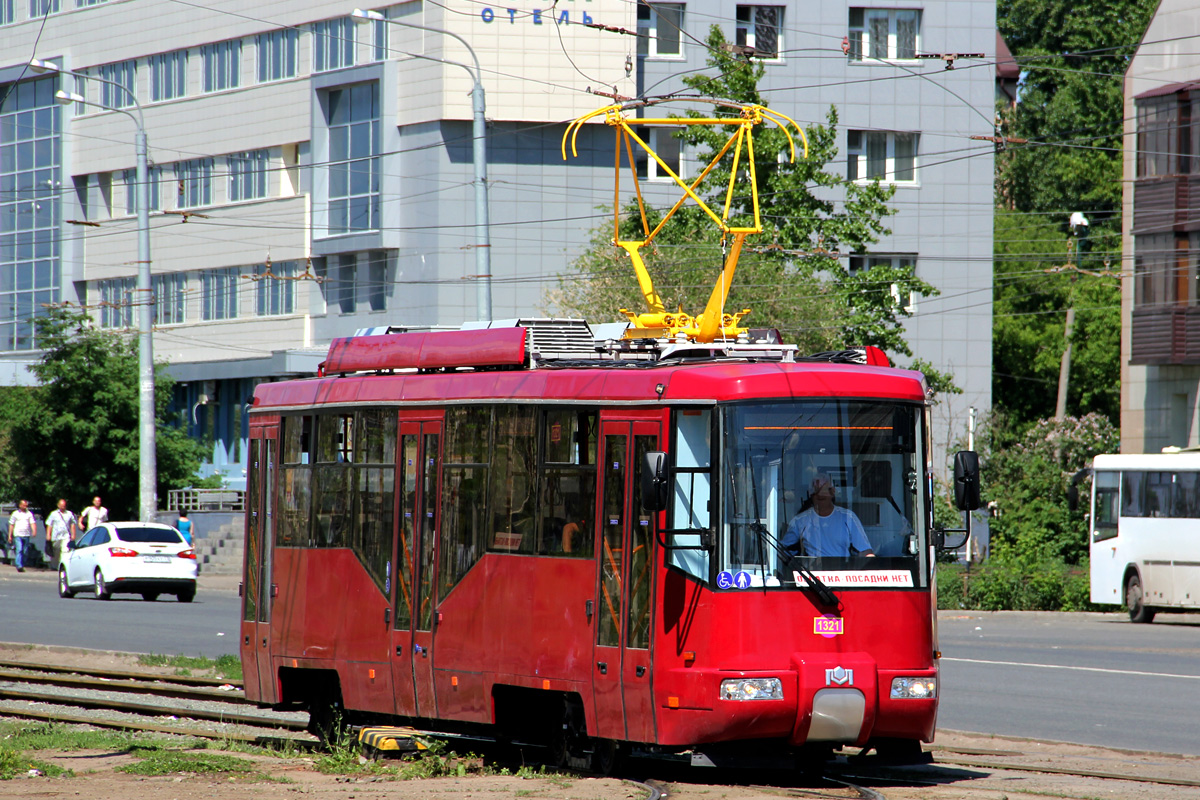
вагон АКСМ-62103 на линии скоростного трамвая
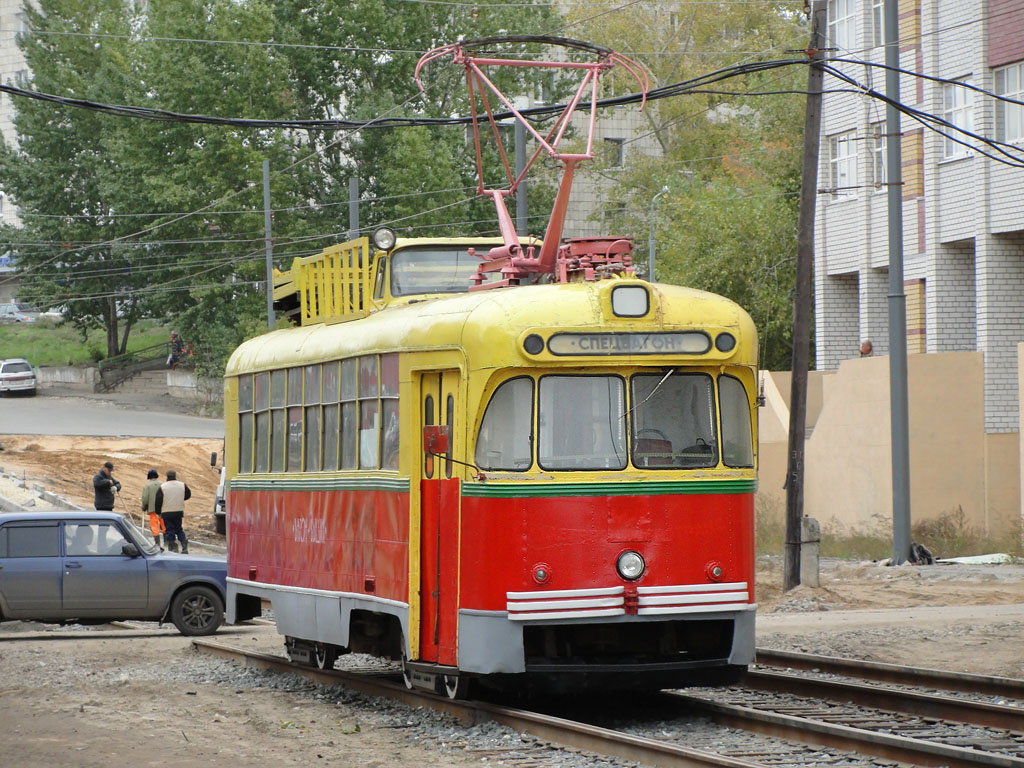
Спецвагон-вышка контактной сети, изготовленный из РВЗ-6

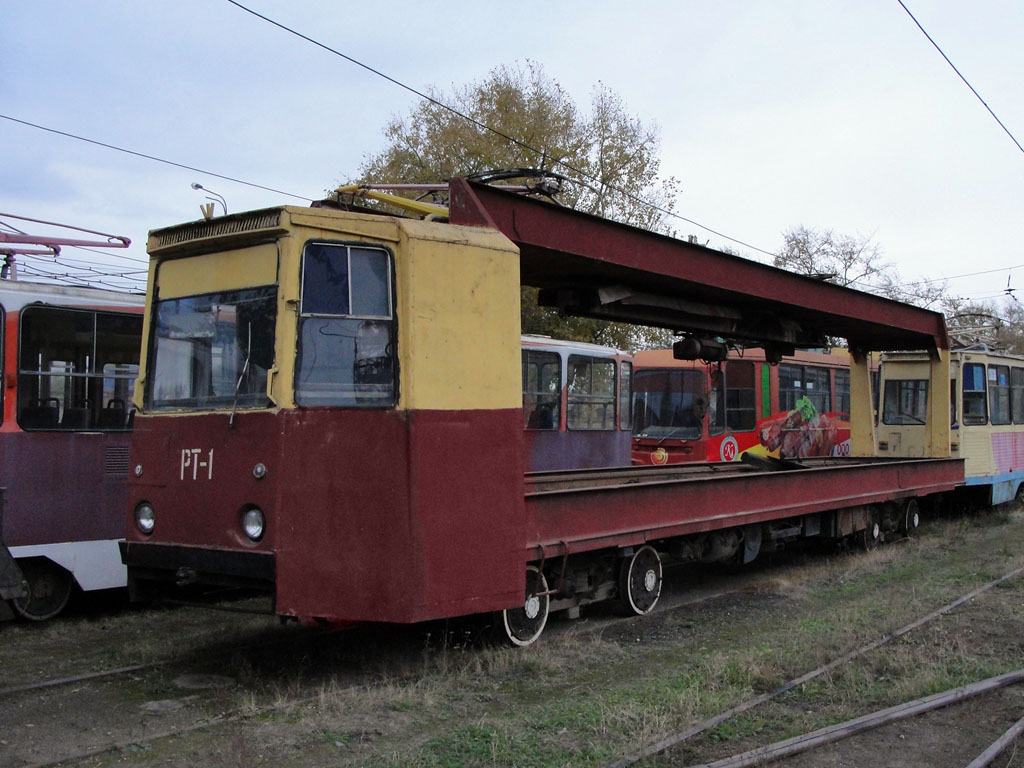
Спецвагон-рельсотранспортер ТК-28
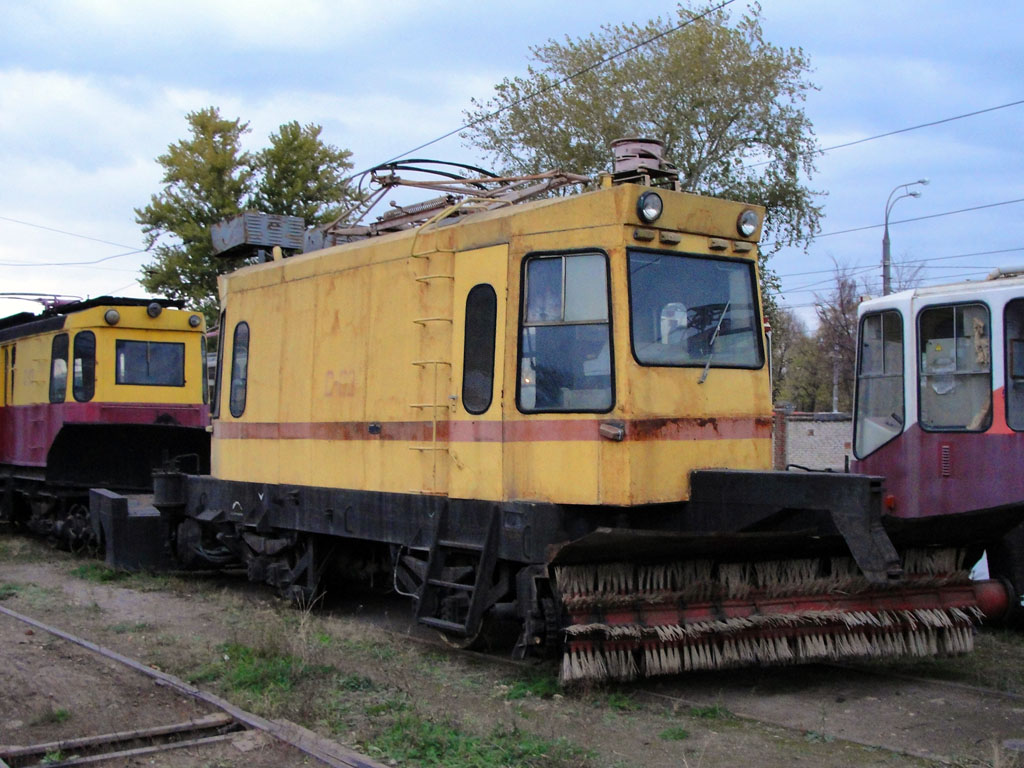
Спецвагон-снегоочиститель ВТК-01
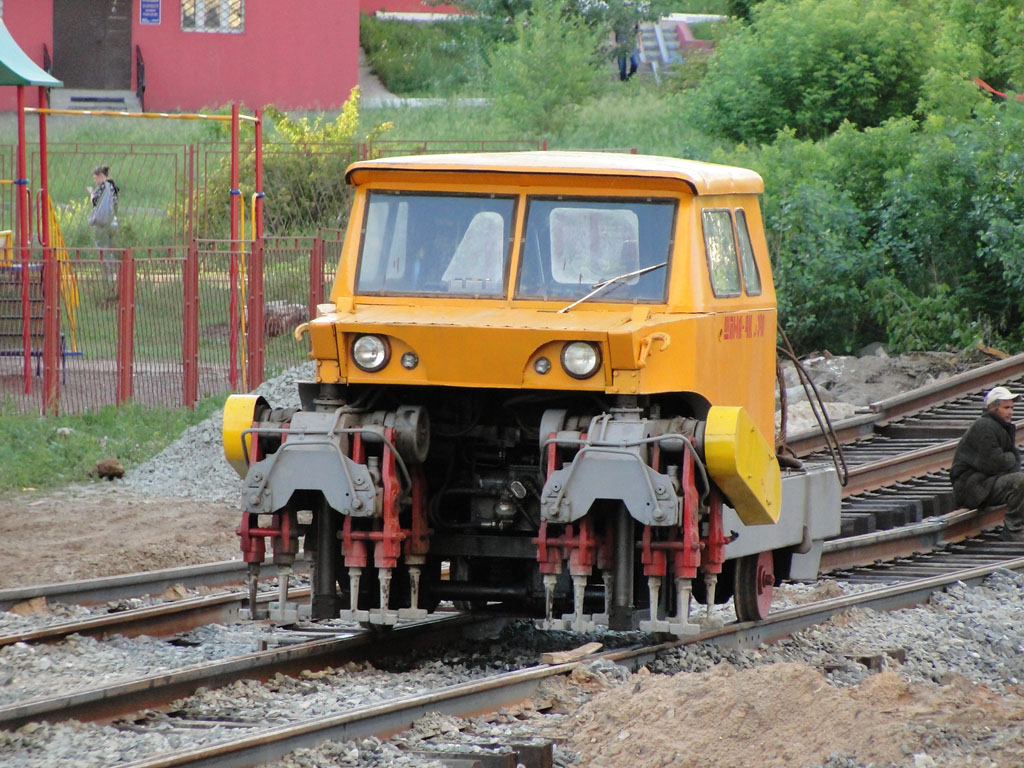
Спецвагон-шпалоподбивочник ШПМА-4К на строительстве трамвайной линии по улице Энергетиков. Утилизирован в 2022